# Holapogon
Holapogon is een monotypisch geslacht van straalvinnige vissen uit de familie van kardinaalbaarzen (Apogonidae).

## Soorten
De volgende soorten zijn bij het geslacht ingedeeld:
- Holapogon maximus (Boulenger, 1888)